# Tomasz Stolpa
Tomasz Stolpa, född 18 mars 1983 i Sosnowiec, är en polsk fotbollsspelare (anfallare), som bland annat spelat för Enköpings SK och Gefle IF. När han kom från Enköping till Gefle inför säsongen 2007 hade Gefles tränare Per Olsson stort förtroende för honom, men på senare tid agerade han bänknötare.